# Monneville
Monneville é uma comuna francesa na região administrativa de Altos da França, no departamento de Oise. Estende-se por uma área de 9,19 km². Em 2010 a comuna tinha 832 habitantes (densidade: 90,5 hab./km²).